# Bombeo óptico

Bombeo óptico de una varilla de láser (inferior) con una lámpara de arco (superior). Rojo: caliente. Azul: frío. Verde: luz. Flechas distintas al verde: flujo de agua. Colores sólidos: metal. Colores ligeros: cuarzo fundido.

El bombeo óptico es un proceso en el cual la luz es usada para excitar (o «bombear») electrones de un nivel de energía más bajo en un átomo o molécula hacia un nivel más alto. Es generalmente utilizado en la construcción de láseres, para bombear el medio activo láser con el objetivo de conseguir una población invertida. La técnica fue desarrollada en 1966 por el ganador del premio Nobel Alfred Kastler a inicios de la década de 1950.
El bombeo óptico es también utilizado para bombear cíclicamente electrones unidos en un átomo o molécula a un estado cuántico bien definido. Para el caso más simple de bombeo óptico coherente de dos niveles de una especie atómica que contiene un solo electrón de capa externa, esto significa que el electrón es coherentemente bombeado a un único subnivel hiperfino (etiquetado {\displaystyle m_{F}\!} ), el cual es definido por la polarización de la bomba láser junto con las reglas de selección cuántica. Tras el bombeo óptico, se dice que el átomo está orientado  en un subnivel {\displaystyle m_{F}\!} específico, sin embargo debido a la naturaleza cíclica del bombeo óptico el electrón ligado en realidad experimentará repetidas excitaciones y decaimientos entre los subniveles de estado superior e inferior. La frecuencia y la polarización de una bomba láser determina en cuál subnivel {\displaystyle m_{F}\!} el átomo está orientado.
En la práctica, es posible que no se produzca un bombeo óptico completamente coherente debido a la ampliación de potencia de la línea espectral de una transición y efectos indeseables tales como atrapamientos de estructuras hiperfinas y atrapamientos de radiación. Por lo tanto, la orientación del átomo depende más generalmente de la frecuencia, intensidad, polarización, ancho de banda espectral del láser así como la línea espectral y la probabilidad de transición de la transición absorbente.
En las prácticas de laboratorio universitarias de física se suele utilizar el bombeo óptico de isótopos de gas rubidio para demostrar la capacidad de la radiación electomagnética de radiofrequencias (MHz) para bombear y extraer estos isótopos de manera efectiva.